# Birchabruck
Birchabruck (Italiaans: Ponte Nova) is een dorp in de Italiaanse provincie Zuid-Tirol, gemeente Deutschnofen.
Birchabruck ligt op een hoogte van 877 meter dicht bij Obereggen. Op een halve kilometer ligt een zuidelijke arm van de Adige (Etsch). Het dorp omvat verder de gehuchten Gerber en Dorfer. Birchabruck is aan een secundaire weg gelegen. Er is een weg naar het zuidelijke gebied Reggelberg. Voor vliegverkeer is men aangewezen op de luchthaven van Bozen, op elf kilometer afstand. In het dorp zijn onder meer enkele hotels.
Fraktionen: Deutschnofen · Petersberg · Sankt Nikolaus

Andere dorpen: Birchabruck · Eggen · Obereggen · Rauth · Schwarzenbach